# Saphanidus girardi
Saphanidus girardi är en skalbaggsart som beskrevs av Jean François Villiers 1985. Saphanidus girardi ingår i släktet Saphanidus och familjen långhorningar. Inga underarter finns listade i Catalogue of Life.